# Otfried de Wissembourg
Otfried de Wissembourg (vers 790-vers 870) est un moine du Moyen Âge considéré comme le premier poète de langue allemande.

## Biographie
Élève de l'école monastique de l'abbaye bénédictine de Wissembourg, le jeune Otfried va parfaire sa formation à l'abbaye de Fulda (où il suivra l'enseignement de Raban Maur) et à l'abbaye de Saint-Gall (Suisse).
Devenu moine puis directeur de l'école monastique de Wissembourg, Otfried composait non seulement des poèmes en latin mais aussi en langue vernaculaire de l'époque.
Ainsi va naître, après au moins vingt années de travail, le Livre des Évangiles en langue vieux francique méridional, un dialecte du vieux haut allemand, première œuvre littéraire dans ce qui deviendra la langue allemande. Ce poème de quelque 16 000 vers qui relatent la vie du Christ selon les quatre évangiles, est accompagné d'enluminures comme l'entrée du Christ à Jérusalem le dimanche des Rameaux et la scène de la Crucifixion.
On peut admirer certains de ces dessins à la Bibliothèque nationale autrichienne (Hofbibliothek) de Vienne en Autriche.